# إيمي ستيوارت
إيمي ستيوارت (بالإنجليزية: Amy N. Stewart)‏ هي كاتِبة أمريكية، ولدت في 1969 في أرلينغتون في الولايات المتحدة.